# Cleora rufigrisea
Cleora rufigrisea är en fjärilsart som beskrevs av W. Warren 1896. Cleora rufigrisea ingår i släktet Cleora och familjen mätare. Inga underarter finns listade i Catalogue of Life.